# راینا (خواننده)
راینا (به انگلیسی: Raina) با نام اصلی اوه هایه-رین (به انگلیسی: Oh Hye-rin)(زاده ۷ می ۱۹۸۹) خواننده، ترانه‌سرا کره‌ای است
راینا به معنی جستجو کننده خدا در علم است و همچنین به معنی نیک اندیش و آزاد اندیش نیز میباشد